# كوبرتينو
كوبرتينو (بالإيطالية: Copertino)‏ هي بلدة وبلدية في مقاطعة ليتشي في إقليم بوليا في جنوب إيطاليا.

## السكان
في سنة 1861 بلغ عدد السكان 4٬829 نسمة، وتطور العدد ليصل في سنة 2011 لـ 23٬870 نسمة.
يظهر هذا المخطط البياني تطور النمو السكاني لـ كوبرتينو

## توأمة
لكوبرتينو اتفاقيات توأمة مع:
- كوبيرتينو

## أعلام
- إيزابيلا أميرة تارنتو
- جوزيبي دا كوبرتينو